# Râul Botnișoara
Râul Botnișoara este un afluent al râului  Botna care trece prin unele localități din centrul Republicii Moldovei, precum  Hansca,  Molești,  Cigîrleni,  Răzeni,  Mileștii Noi. 